# Oxytropis kusnetzovii
Oxytropis kusnetzovii là một loài thực vật có hoa trong họ Đậu. Loài này được Krylov & Steinb. miêu tả khoa học đầu tiên.